# Westhope (Dakota du Nord)
Pour la maison construite par Frank Lloyd Wright, voir Westhope.
Westhope est une ville située dans le comté de Bottineau, dans l’État du Dakota du Nord, aux États-Unis. Selon le recensement de 2010, sa population s’élève à 429 habitants.
La ville se situe près de la frontière canadienne, elle est aussi très près du commencement de l'U.S. Route 83, qui relie la frontière canadienne jusqu'à Brownsville (Texas), à la frontière mexicaine, cette route est l'une des plus longues des États-Unis

## Histoire
Fondée en 1903 en tant que gare du Great Northern Railway, Westhope tient son nom d’un slogan publicitaire du réseau de chemin de fer « Hope of the West » en français : « espoir d’Ouest ».

## Démographie
| Groupe            | Westhope | Dakota du Nord | États-Unis |
| ----------------- | -------- | -------------- | ---------- |
| Blancs            | 95,1     | 90,0           | 72,4       |
| Amérindiens       | 1,2      | 5,4            | 0,9        |
| Métis             | 3,2      | 1,8            | 2,9        |
| Asiatiques        | 0,2      | 1,0            | 4,8        |
| Océaniens         | 0,2      | 0,1            | 0,2        |
| Autres            | 0        | 1,7            | 18,8       |
| Total             | 100      | 100            | 100        |
|                   |          |                |            |
| Latino-Américains | 0,5      | 2,0            | 16,7       |

Selon l’American Community Survey, pour la période 2011-2015, 96,76 % de la population âgée de plus de 5 ans déclare parler l’anglais à la maison, 2,78 % déclare parler l’espagnol, 0,23 % l’allemand et 0,23 % le thaï.
Le revenu par habitant était en moyenne de 29 918 dollars par an entre 2012 et 2016, inférieur à la moyenne du Dakota du Nord (33 107 dollars), mais équivalent à la moyenne nationale (29 829 dollars). Sur cette même période, 10,2 % des habitants de Westhope vivaient sous le seuil de pauvreté (contre 11,2 % dans l’État et 12,7 % à l’échelle des États-Unis).
| 1910 | 1920 | 1930 | 1940 | 1950 | 1960 |
| ---- | ---- | ---- | ---- | ---- | ---- |
| 592  | 439  | 521  | 460  | 575  | 824  |

| 1970 | 1980 | 1990 | 2000 | 2010 | - |
| ---- | ---- | ---- | ---- | ---- | - |
| 705  | 741  | 578  | 533  | 429  | - |

## Source
- (en) Cet article est partiellement ou en totalité issu de l’article de Wikipédia en anglais intitulé « Westhope, North Dakota » (voir la liste des auteurs).

1. ↑  (en) « Westhope (Bottineau County) », sur www.webfamilytree.com (consulté le 20 février 2018).
2. ↑  (en) « Population of North Dakota - Census 2010 and 2000 », sur censusviewer.com.
3. ↑  (en) « Westhope, ND Population - Census 2010 and 2000 », sur censusviewer.com.
4. ↑  (en) « Language spoken at home by ability to speak English for the population 5 years and over », sur factfinder.census.gov.
5. ↑  (en) « Selected economic characteristics », sur factfinder.census.gov (consulté le 20 février 2018).
6. ↑  (en) « Statistiques des États-Unis - Dakota du nord - Profils des comtés de 2010 » (consulté en juin 2021)